# Các khu bảo tồn chim di trú dọc theo Bờ biển Hoàng Hải - Vịnh Bột Hải
Các khu bảo tồn chim di trú dọc theo Bờ biển Hoàng Hải - Vịnh Bột Hải (Giai đoạn I) là một Di sản thế giới của UNESCO bao gồm các vùng gian triều và vùng đất ngập nước ven biển khác thuộc tỉnh Giang Tô, Trung Quốc. Tại đây có hệ thống vùng gian triều lớn nhất thế giới và có tầm quan trọng toàn cầu đối với nhiều loài chim di trú từ Đông Á-Úc. Nhiều đàn chim lớn, bao gồm cả những loài có nguy cơ tuyệt chủng trên toàn cầu phụ thuộc vào những khu vực này để dừng chân, thay lông, tránh đông và cả làm tổ. Chính vì tầm quan trọng đó mà UNESCO đã công nhận các địa điểm này là Di sản thế giới vào ngày 5 tháng 7 năm 2019. Đây cũng là Di sản thiên nhiên đầu tiên của Trung Quốc về khu vực đất ngập nước ven biển..

## Địa lý
Giai đoạn đầu tiên của chu trình ở biển Hoàng Hải và giai đoạn hai là ở vịnh Bột Hải. Biển Hoàng Hải nằm giữa Trung Quốc và bán đảo Triều Tiên là vùng biển nửa kín rìa Thái Bình Dương. Vùng biển nằm ở phía bắc của biển Hoa Đông, giới hạn tới bờ nam sông Dương Tử với góc phía tây nam của đảo Jeju. Độ sâu trung bình của vùng biển này là hơn 40 mét là khu vực biển có lượng trầm tích lớn từ các con sông (bao gồm cả Dương Tử và Hoàng Hà). Tên của nó xuất phát từ các trầm tích có màu vàng đổ ra biển. Mực nước biển thay đổi theo mùa và đóng băng ở khu vực ven biển vào mùa đông và ảnh hưởng mạnh mẽ từ gió mùa.

## Mô tả
Các khu bảo tồn chim di trú dọc theo Bờ biển Hoàng Hải - Vịnh Bột Hải giai đoạn I bao gồm Khu bảo tồn thiên nhiên hươu nai quốc gia Giang Tô Đại Phong, Khu bảo tồn thiên nhiên quốc gia Giang Tô Diêm Thành và Khu thí nghiệm Đông Sa, Khu vực giữa Khu bảo tồn thiên nhiên quốc gia đầm lầy Giang Tô và khu bảo tồn thiên nhiên thành phố Diêm Thành. Các khu vực được bảo vệ khác được thành lập trên cơ sở Công ước Ramsar
Đây là môi trường sống của 680 loài động vật có xương sống, trong đó có 415 loài chim, 26 loài động vật có vú, 9 loài lưỡng cư, 14 loài bò sát, 216 loài cá và 165 loài động vật đáy. Trong số đó có 17 loài được ghi trong Sách đỏ của IUCN có thể kể đến Dẽ mỏ thìa, Cò thìa mặt đen, Hạc trắng Á Đông, Sếu Nhật Bản, Choắt lớn mỏ vàng, Dẽ lớn ngực đốm, Cò trắng Trung Quốc, Bồ nông Dalmatia, Ngỗng thiên nga, Mòng biển Saunders, Dẽ lưng nâu, Choắt chân màng lớn, Choắt mỏ nhác, Choắt mỏ cong lớn, Choắt mỏ thẳng đuôi vằn, Dẽ mỏ cong, Choi choi lưng hung, Choi choi Mông Cổ và Dẽ khoang.